# Grote Markt (Zwolle)
De Grote Markt is het centrale plein in het oude centrum van de Nederlandse stad Zwolle.

## Geschiedenis
Het plein behoort tot de oudste delen van de stad en ligt op de plek waar vroeger een doorwaadbare plaats in het riviertje de Grote Aa was. In de veertiende eeuw werd de Aa gedempt en werd er rondom de plek gebouwd waardoor de huidige vorm ontstond.

In 1929 werd er een rotonde aangelegd op de Grote Markt om het toenemende verkeer in goede banen te kunnen leiden. Deze rotonde is inmiddels weer verdwenen en het plein is niet meer toegankelijk voor autoverkeer, afgezien van taxi's en bevoorrading van de winkels in de binnenstad. In 2006 is het plein gerestaureerd.

### Openbare vonnisvoltrekkingen
Eeuwenlang zijn er op het plein vonnisvoltrekkingen te zien geweest. Hiervoor stond er bij de hoofdwacht van de Grote of Sint-Michaëlskerk een schandpaal. Ook werden hier misdadigers gegeseld en gebrandmerkt. De doodstraf werd hier voltrokken middels radbraking, onthoofding of ophanging. Dit gebeurde voor het laatst in 1837 toen Albert Wetterman werd opgehangen voor de moord op zijn vrouw.
Op de Grote Markt, aan het begin van de Oude Vismarkt, stond vroeger de kaak.

### Kerkespraken
Tot in de 19e eeuw werden er iedere zondag na kerktijd voor de hoofdwacht zogenaamde 'kerkespraken' gehouden. Hierin werd bekendgemaakt welke openbare verkopingen en verpachtingen er de komende week zouden zijn.

### Melkverkoop
In 1840 verplaatste de melkhandel zich van de Melkmarkt naar de Grote Markt. Hierop besloot de raad dat deze melkboeren plaats moesten nemen langs de voorgevel van De Harmonie. De handel in melk op de Grote Markt heeft in ieder geval tot 1909 geduurd.

## Straten en gebouwen aan het plein
Vanwege de centrale ligging, komen er veel straten uit op het plein waarvan de bekendste wellicht de Diezerstraat is. De Korte Ademhalingssteeg verbindt het plein met het Grote Kerkplein.
Aan het plein staan vele oude gebouwen, waaronder de Grote of Sint-Michaëlskerk. De gebouwen aan de Grote Markt hebben oorspronkelijk ook zogenaamde huisnamen. Bij enkele gebouwen is deze huisnaam in oude glorie hersteld en te lezen op de gevelmuur. Er werd in 2006 onderzoek gedaan naar de huisnamen. Niet van alle panden was toen een naam bekend.

### Huisnamen
| Nummer  | Huisnaam                                                            | Naam aanwezig op pand (2006) |
| ------- | ------------------------------------------------------------------- | ---------------------------- |
| 3       | De Drie Kalanders (oorspronkelijk: De Drie Camelotten)              | Ja                           |
| 4       | In de Zon                                                           | Ja                           |
| 5       | Koning David                                                        | Ja                           |
| 6       | Het Rad van Avontuur                                                | Nee                          |
| 7       | De Blauwe Druif                                                     | Nee                          |
| 8       | De Goude Arend (oorspronkelijk:De Clarenborch)                      | Nee                          |
| 9       | De Blanckensteyn                                                    | Nee                          |
| 10      | In 't Rode Hert                                                     | Ja                           |
| 11 oost | De Gouden Ster                                                      | Nee                          |
| 11 west | De Kronenborg                                                       | Nee                          |
| 11      | Het Nieuwe Heerenlogement (na samenvoeging oost- en westelijk deel) | Nee                          |
| 12      | De Zilveren Helm                                                    | Nee                          |
| 13      | De Witte Wan                                                        | Nee                          |
| 13A     | Stadscafé Blij                                                      | Ja                           |
| 14      | De Drie Flesjes                                                     | Ja                           |
| 15      | Het Hondje                                                          | Ja                           |

De Grote Markt 9 is het voormalig pand van Boekhandel Waanders. De naam van deze boekhandel valt te lezen op de gevel. Grote Markt 11 heeft een zonnewijzer uit 1754 die is bevestigd aan de gevel. De naam van het restaurant dat erin is gevestigd is hiervan afgeleid: La Meridiana. Grote Markt 15 wordt in de volksmond ook wel  't Untien genoemd. Toen het pand in 1998 afbrandde werd er gekscherend gesproken van Fikkie en Hot Dog.

### Beeld van aartsengel Michael
Midden op het plein staat een beeld van de aartsengel Michaël, de beschermheilige van Zwolle. Dit beeld, genaamd "De glazen engel" en gemaakt door Herman Lamers, werd op 18 juni 2010 onthuld. Het beeld is groen van kleur, 3,5 meter hoog en bestaat uit 350 lagen glas.

## Galerij

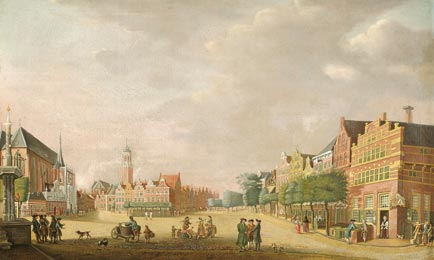
De Grote Markt in 1782 op een schilderij van Derk Jan van Elten
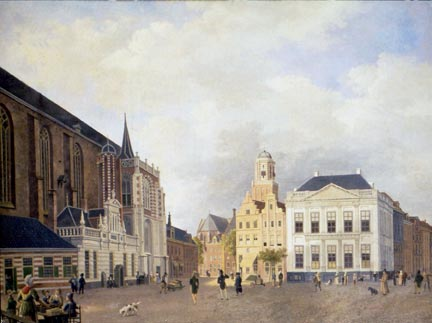
De Grote Markt in 1834 op een schilderij van Adrianus Serné
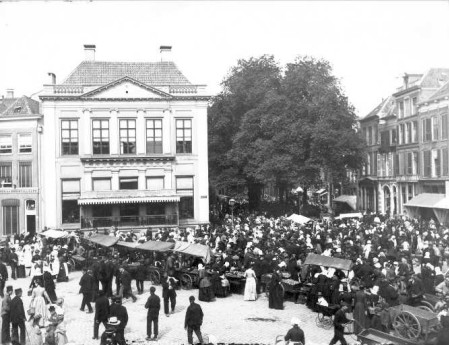
De Grote Markt in 1893 op een oude ansicht
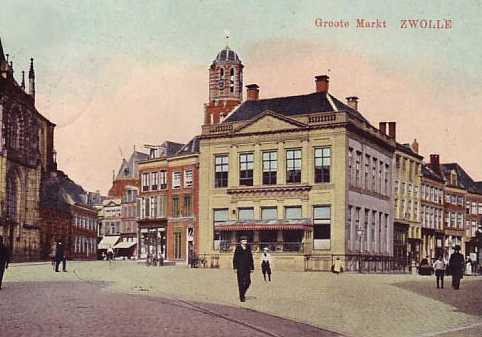
De Grote Markt in 1921 op een oude ansicht
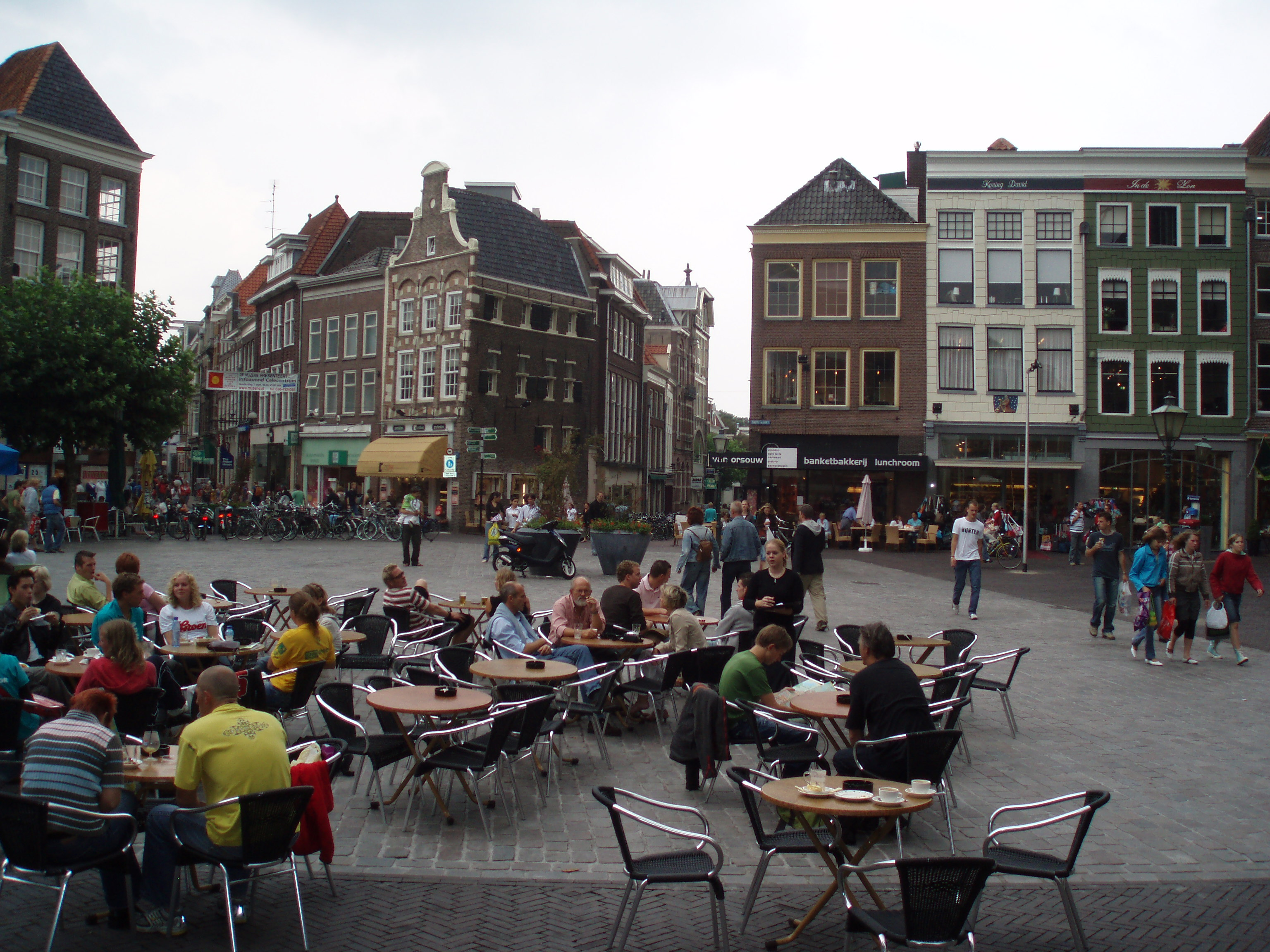
De Grote Markt in 2006, gezien vanaf de trap van De Harmonie